# Amatori Catania Rugby 2007-2008

## Super 10 2007-08

### Stagione regolare
| Incontro                        | Andata | Ritorno |
| ------------------------------- | ------ | ------- |
| Amatori Catania — Viadana       | 21-37  | 3-26    |
| Capitolina — Amatori Catania    | 56-21  | 32-5    |
| Amatori Catania — Veneziamestre | 20-23  | 6-27    |
| Benetton — Amatori Catania      | 71-8   | 43-15   |
| Amatori Catania — GRAN Parma    | 29-23  | 10-23   |
| Calvisano — Amatori Catania     | 52-5   | 31-10   |
| Amatori Catania — Rovigo        | 21-20  | 21-25   |
| Petrarca — Amatori Catania      | 37-0   | 41-9    |
| Amatori Catania — Parma         | 13-35  | 3-50    |

#### Risultati della stagione regolare
| Posizione | G  | V | N | P  | PF  | PS  | DP   | B | Pt |
| --------- | -- | - | - | -- | --- | --- | ---- | - | -- |
| 10ª       | 18 | 2 | 0 | 16 | 220 | 691 | -471 | 2 | 10 |

## Coppa Italia 2007-08

### Prima fase

#### Girone B
| Incontro                     | Risultato |
| ---------------------------- | --------- |
| Amatori Catania — Calvisano  | 13-22     |
| Viadana — Amatori Catania    | 37-13     |
| Amatori Catania — Capitolina | 26-11     |
| Parma — Amatori Catania      | 32-23     |

#### Risultati del girone B
| Posizione | G | V | N | P | PF | PS  | DP  | B | Pt |
| --------- | - | - | - | - | -- | --- | --- | - | -- |
| 4ª        | 4 | 1 | 0 | 3 | 75 | 103 | -28 | 0 | 4  |

## Verdetti
- Amatori Catania retrocesso in serie A1.